# District d'Alyn and Deeside
Pour les articles homonymes, voir Alyn and Deeside.
Le district d’Alyn and Deeside (district of Alyn and Deeside en anglais) est une ancienne zone de gouvernement local de deuxième niveau du pays de Galles.
Créé au 1er avril 1974 au sein du comté de la Clwyd par le Local Government Act 1972, il est aboli le 31 mars 1996 en vertu du Local Government (Wales) Act 1994. Avec le borough de Delyn, son territoire est constitutif du comté du Flintshire institué à partir du 1er avril 1996.

## Géographie
Le territoire du district relève du comté administratif du Flintshire. Au 1er avril 1974, il constitue, avec les districts de Colwyn, de Delyn, de Glyndŵr, de Rhuddlan et de Wrexham Maelor, le comté de la Clwyd, zone de gouvernement local de premier niveau créée par le Local Government Act 1972,.
Alors que le district admet 71 198 habitants au recensement de 1981, 70 910 résidents sont comptabilisés lors du recensement de 1991. La superficie du territoire du district est évaluée à 38 103 acres en 1974,,.

## Toponymie
Simplement défini par un ensemble de territoires par le Local Government Act 1972, le district prend le nom officiel d’Alyn-Dee en vertu du Districts in Wales (Names) Order 1973, un décret en Conseil du 8 janvier 1973 pris par le secrétaire d’État pour le Pays de Galles. Cependant, le 19 octobre 1973, ce dernier consent à attribuer la dénomination d’Alyn and Deeside,,.
Ainsi, le district tient son appellation de l’Alyn (en), une rivière le traversant, et de Deeside, une conurbation de la frontière anglo-galloise, qui elle-même tire son nom du cours d’eau de la Dee.

## Histoire
Le district d’Alyn and Deeside est érigé au 1er avril 1974 à partir des territoires suivants, :
- le district urbain de Buckley ;
- le district urbain de Connah’s Quay ;
- et le district rural de Hawarden, pour partie (sans les paroisses de Marford et de Hoseley).

Le district est aboli au 31 mars 1996 par le Local Government (Wales) Act 1994, son territoire relevant désormais du comté du Flintshire au sens de la loi.